# Rise Against
 Der er for få eller ingen kildehenvisninger i denne artikel, hvilket er et problem. Du kan hjælpe ved at angive troværdige kilder til de påstande, som fremføres i artiklen.

Rise Against er et amerikansk punk rock- og hardcore punk-band fra Chicago, Illinois, der blev dannet i 1999. Bandet består i øjeblikket af Tim McIlrath (forsanger, rytmeguitar), Zach Blair (guitar, kor), Joe Principe (bas guitar, kor) og Brandon Barnes (trommer, percussion).